# سباق طواف فرنسا 1975
سباق طواف فرنسا 1975 من سلسلة سباقات سباق طواف فرنسا. أقيم هذا السباق في تاريخ 26 يونيو - 20 يوليو، 1975 على 22+Prologue, including three split stages مراحل. بعد مرور 114 ساعة و35 دقيقة و31 ثانية وبعد طي 3999.2 كم بمتوسط 34.899 كم في الساعة فاز بالميدالية الذهبية برنارد تيفينيه من فرنسا، فيما حصد إدي ميركس من بلجيكا الميدالية الفضية، وكانت الميدالية البرونزية من نصيب لوسيان فان يمبي من بلجيكا.

## الميداليات
| ذهب                    | فضة                | برونز                    |
| برنارد تيفينيه - فرنسا | إدي ميركس - بلجيكا | لوسيان فان يمبي - بلجيكا |